# Siřičitan draselný
Siřičitan draselný (K2SO3) je draselná sůl kyseliny siřičité. Používá se jako konzervant potravin (má číslo E225, v České republice je však jeho používání zakázáno).

## Příprava
Připravuje se termickým rozkladem disiřičitanu draselného při teplotě 190 °C:
K2S2O5 → K2SO3 + SO2

## Vlastnosti
Siřičitan draselný je za běžných podmínek bílý krystalický prášek mírně páchnoucí oxidem siřičitým. Je částečně rozpustný ve vodě, vodné roztoky jsou mírně zásadité (pH cca 8), protože se jedná o sůl středně silné kyseliny a silné zásady. Může podléhat vzdušné oxidaci na síran draselný.

## Bezpečnost
Vdechování prachu může podráždit dýchací ústrojí. Při kontaktu s očima může způsobovat podráždění, zarudnutí a pálení. Při požití může dráždit zažívací trakt uvolněním kyseliny siřičité a sírové. U některých osob může siřičitan draselný vyvolávat alergické reakce - astmatici mohou být nebezpečně citliví i na malé dávky obsažené jako konzervant v potravinách nebo v bronchodilatačních léčivech.